# Dvärgcistikola
Dvärgcistikola (Cisticola nana) är en fågel i familjen cistikolor inom ordningen tättingar.

## Utseende och läte
Dvärgcistikolan är en enfärgad och, som det framgår av namnet, mycket liten cistikola. Den är bjärt roströd på hjässa och nacke, medan den är gråbrun på rygg och stjärt. Undersidan är ljusbeige. Ryggen kan verka ostreckad eller diffust streckad. Sången påminner om en prinia, med snabba serier ljusa "chi-du-lee".

## Utbredning och systematik
Fågeln förekommer i Etiopien, sydöstra Sydsudan, sydvästra Somalia, Kenya och nordöstra Tanzania. Den behandlas som monotypisk, det vill säga att den inte delas in i några underarter.

## Levnadssätt
Arten hittas i torr törnsavann och öppet skogslandskap.

## Status
Arten har ett stort utbredningsområde och beståndet anses vara stabilt. Internationella naturvårdsunionen IUCN listar den därför som livskraftig (LC).